# 溫德姆 (新罕布什爾州)
溫德姆（英語：Windham）是一個位於美國新罕布什爾州羅京安縣的鎮。

## 人口
根據2020年美國人口普查的數據，溫德姆的面積為71.95平方千米，當中陸地面積為69.27平方千米，而水域面積為2.68平方千米。當地共有人口15817人，而人口密度為每平方千米220人。